# Татенда Мкурува
Татенда Мкурува (англ. Tatenda Mkuruva, нар. 4 січня 1996) — зімбабвійський футболіст, воротар клубу «Дайнамоз» і національної збірної Зімбабве.

## Клубна кар'єра
У дорослому футболі дебютував 2015 року виступами за команду клубу «Дайнамоз», кольори якої захищає й донині.

## Виступи за збірну
13 червня 2015 року дебютуваву складі національної збірної Зімбабве проти Малаві. Це був матч кваліфікації до Кубку африканських націй 2017 року, в якому зімбабвійці перемогли з рахунком 2:1.
У червні 2016 року брав участь у Чемпіонаті африканських націй, який проходив у Руанді. На цьому турнірі зіграв 2 матчі.
Потім взяв участь в Кубку КОСАФА 2016 року, який проходив у Намібії. Протягом цього турніру тричі виходив на поле.
У січні 2017 року був викликаний до табору збірної її головним тренером Каллісто Пасувою. У складі збірної був учасником Кубка африканських націй 2017 року у Габоні. Наразі провів у формі головної команди країни 16 матчів.

## Досягнення
- Прем'єр-ліга
  -  Чемпіон (1): 2014
  -  Срібний призер (1): 2015

- Кубок незалежності Зімбабве
  -  Володар (1): 2015